# Micosuques
Os Micosuques (transcrição em inglês: Miccosukees) são um dos povos ameríndios da América do Norte que vivem na Flórida. São descendentes dos Chiaha do Sul, uma tribo Creek.  Têm estreito relacionamento com os Seminoles mas mantiveramn sua própria identidade até hoje, principalmente por razões lingüísticas. De modo  diverso dos Seminoles que falam o Creek, eles falam sua própria língua, o Mikasuki, uma das Línguas muskogeanas.

## Origem
Os Micosuques são originários do vale do Rio Tennessee onde formavam uma ínica nação junto com os Chiaha do norte, porém, mais tarde migraram para as Carolinas, enquanto que os Chiaha do norte foram para o norte do Alabama. Entre os séculos XVIII e XIX os Micosuques migraram para o norte da Flórida e formaram a maior parte da tribo dos Seminoles e depois ainda se deslocaram para os Everglades depois das Guerras Seminoles. A partir desse período, eles vieram a se miscigenar aos falantes de Creek e Seminole, mas alguns deles perpetuaram a sua própria língua MIkasuki.

## História recente
A tribo de hoje vive em diversas reservas no sul da Flórida, principalmente na específica reserva indígena “Miccosukee”. O povo Micosuque  veio a se separar dos Seminoles nos anos 50 para se tornar a Tribo Indígena Miccosukee da Flórida; tendo sido reconhecidos pelo Estado da Flórida em 1957 e depois, em 1962 tiverem reconnecimento federal dos Estados Unidos. Alguns de seus membros formaram a chamada Miccosukee Seminole Nation, que não é reconhecida pelo governo norte-americano, mas o foi pelo governo de Cuba de Fidel Castro em 1959.

### Leituras
- Mahon, John K.; Brent R. Weisman (1996). "Florida's Seminole and Miccosukee Peoples". In Gannon, Michael (Ed.). The New History of Florida, pp. 183–206. University Press of Florida. ISBN 0813014158.
- Pritzker, Barry (2000). A Native American Encyclopedia: History, Culture, and Peoples. [S.l.]: Oxford University Press. ISBN 0195138775. Consultado em 10 de setembro de 2010